# Cittadinanza serba
La cittadinanza serba (Држављанство Републике Србије) è la condizione della persona fisica alla quale l'ordinamento giuridico della Serbia riconosce la pienezza dei diritti civili e politici.

## Acquisto della cittadinanza
La cittadinanza della Repubblica di Serbia può essere ottenuta da tutti coloro che hanno almeno un genitore che è originario della Serbia e che ha la cittadinanza serba.
Il 14 dicembre 2004, l'Assemblea nazionale della Repubblica di Serbia ha approvato la legge sulla cittadinanza della Repubblica di Serbia. Tale legge è entrata in vigore il 29 dicembre 2004 e l'attuazione di tale legge è iniziata il 27 febbraio 2005.
La procedura per l'acquisizione della cittadinanza serba è facilitata per i bambini nati in Serbia. La procedura per l'acquisizione della cittadinanza è anche facilitata per le persone che hanno rinunciato alla precedente cittadinanza. Le persone con dieci anni di residenza in Serbia hanno il diritto di richiedere e ottenere la cittadinanza dello stesso.
Le persone che hanno stipulato un matrimonio con un cittadino o un cittadino serbo possono ottenere la cittadinanza, a condizione che il matrimonio duri per almeno 3 anni.
La richiesta di ottenere la cittadinanza della Repubblica di Serbia deve essere presentata alle autorità di polizia del luogo di residenza e, se si vive all'estero, può essere presentata anche attraverso l'ufficio di rappresentanza diplomatico-consolare competente della Repubblica di Serbia.
La procedura per l'acquisizione della cittadinanza della Repubblica di Serbia è speciale e dura meno per le persone che avevano la cittadinanza della Repubblica Federale Socialista di Jugoslavia.
Gli stranieri possono, su loro richiesta, essere ammessi alla cittadinanza della Repubblica di Serbia a condizione che siano adulti, abbiano un rapporto di lavoro e abbiano almeno tre anni di residenza permanente nel territorio della Repubblica di Serbia.
La Repubblica di Serbia ha una legge sulla doppia cittadinanza, quindi è possibile ottenere la cittadinanza serba mantenendo allo stesso tempo la cittadinanza del paese di origine.